# Прага в мистецтві
Прага в мистецтві  — значний розділ образотворчого мистецтва як художників Чехії, так і іноземних митців різних століть.

## Прага на старовинних гравюрах

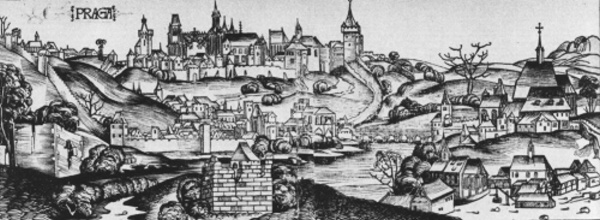
Прага, панорама 1493 року

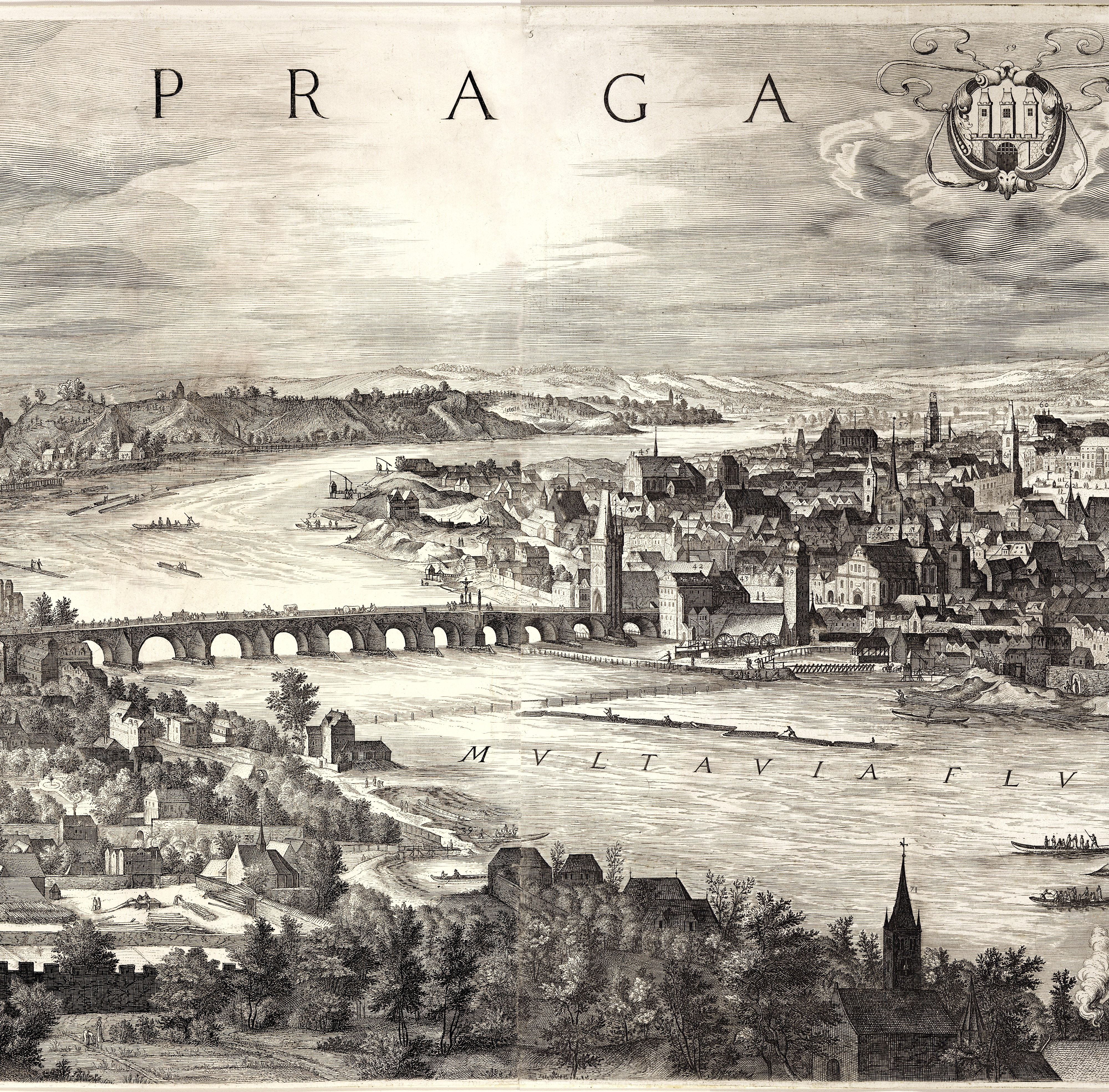
Прага, краєвид з Карловим мостом, 1606 рік

Графіка, як мистецкий вид, народилася напринінці XV ст. Вона продовжила обслуговувати релігійне мистецтво (як і релігійний живопис чи сакральна скульптура), але добре відгукувалась на актуальні події.
Відгуком на актуальні тогочасні події стануть графічні портрети відомих можновладців чи володарів думок (письменників, релігійних реформаторів, богословів), а також краєвиди міст. В графіці швидко пройшло розмежування на графіку релігійного спрямування та графіку світську.
Важливою ознакою світської за призначенням графіки стануть і краєвиди Праги. Перші графічні краєвиди Праги створені вже наприкінці XV ст.

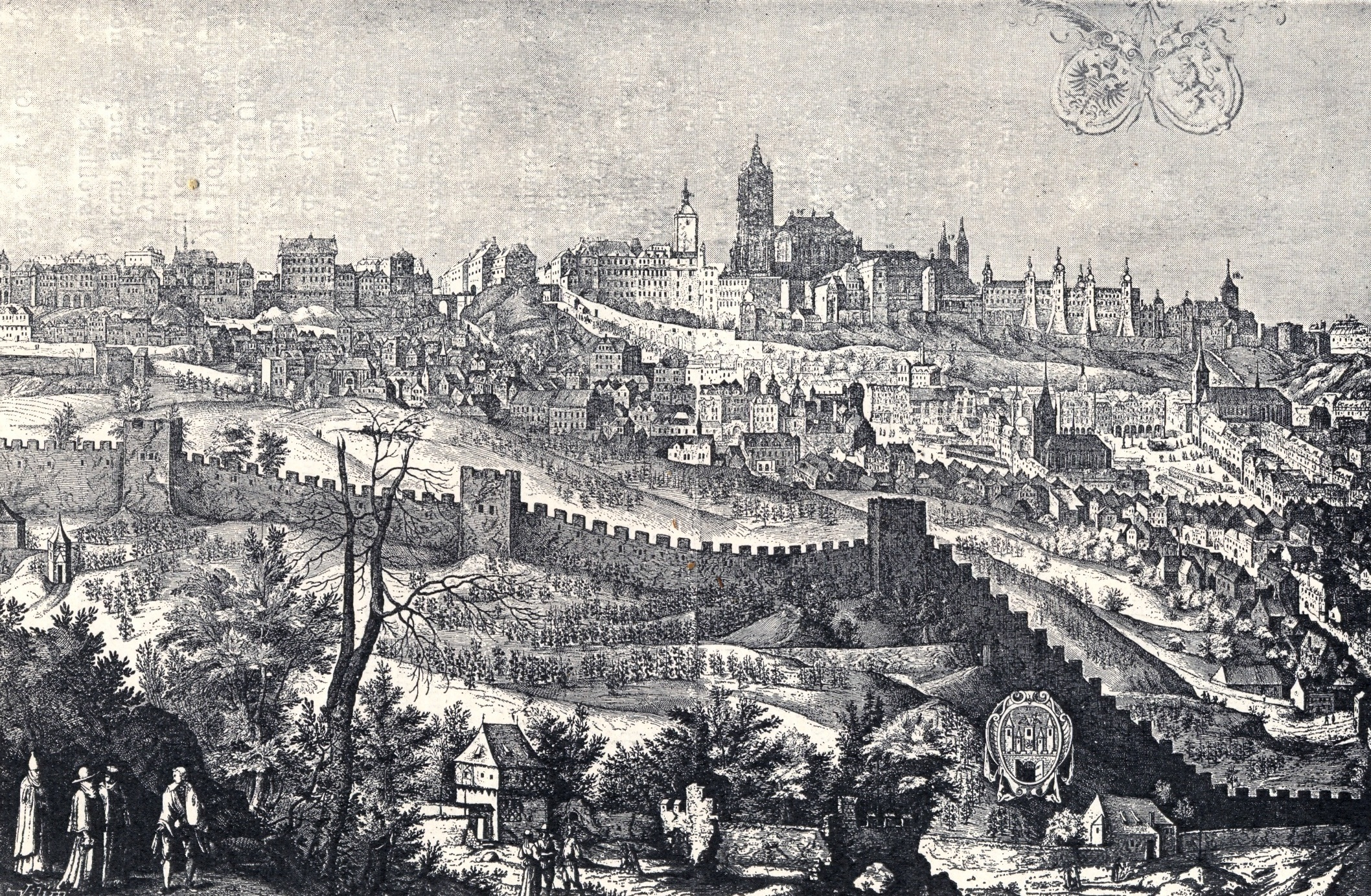
Прага, вигляд Градчан та фортечних мурів, 1607 рік
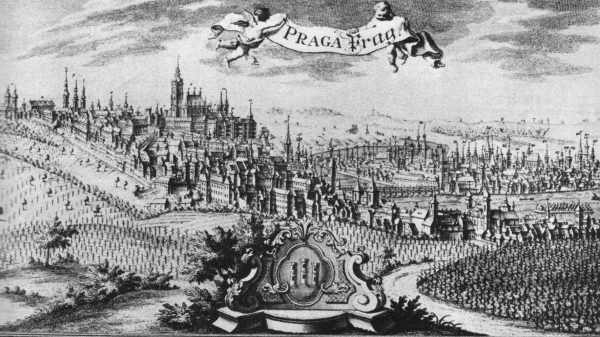
Гравер Енгедьберг. «Прага», 1740 рік
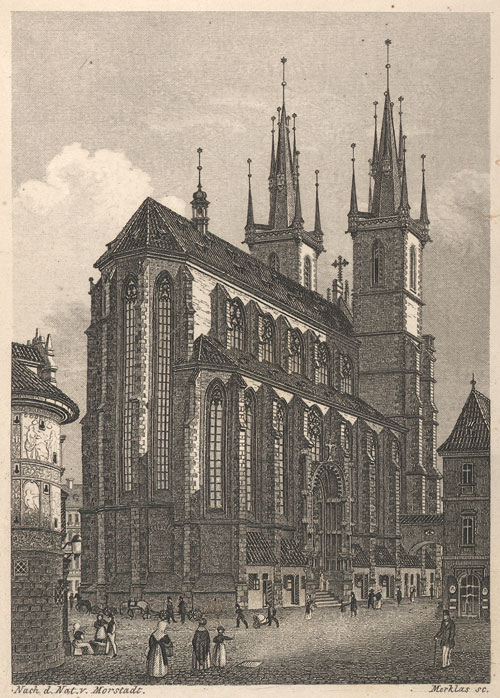
Тинський храм, Прага, гравюра з видання 1869 року

## Прага на зламі XVI–XVII ст. в гравюрах
Прага на зламі XVI–XVII ст. доби правління імператора Рудольфа ІІ також була зафіксована у гравюрах. Рудольф ІІ зазвав на працю низку майстрів, серед котрих був і нідерландець за походженням, художник і гравер Егідіус Заделер молодший (1570—1629). Егідіус Заделер переводив у гравюри твори декількох європейських художників (Тиціан Парміджаніно, Паоло Веронезе), серед котрих був і швейцарець за походженням Йозеф Хайнц старший (1564–1609) з оточення Рудольфа ІІ. Хайнц в свою чергу порадив імператору запросити на працю у Прагу і Егідіуса Заделера молодшого. Останній мешкав в Празі до власної смерті, де створив гравюри з творів Бартоломеуса Шпрангера, свого земляка, в будинку котрого декотрий час мешкав.
Виконав Егідіус 1607 року і дев'ять аркушів з краєвидами Праги та Празького замку.

## Прага в медальєрному мистецтві
(Цей розділ ще не написаний)

## Дім у Мінути, Прага, та празькі сграффіто

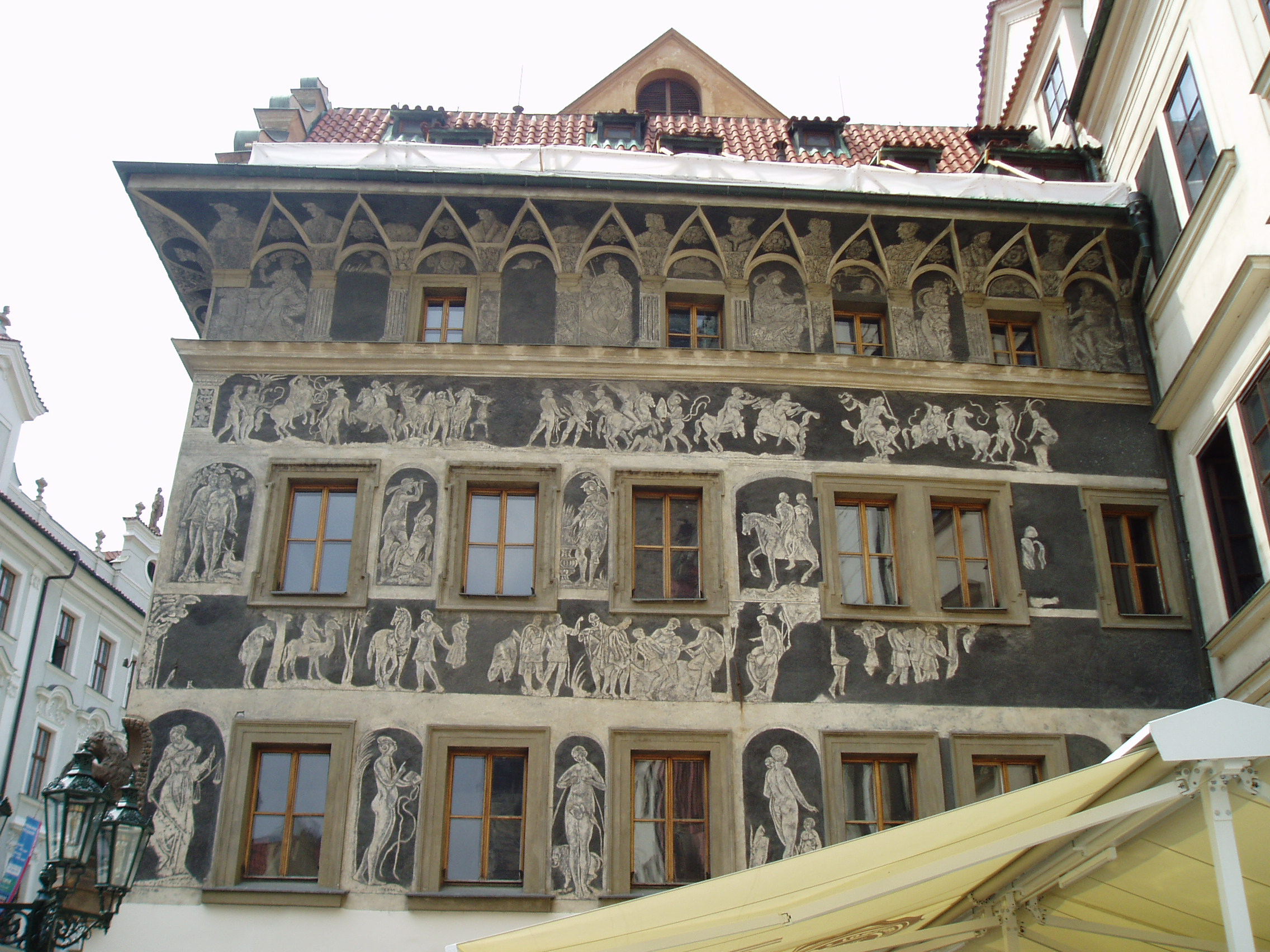
Дім у Мінути, біля Староміської ратуші

Типовою для доби пізнього відродження була доля і історія створення Дому у Мінути. Він розташований неподалік Староміської ратуші. Первісно кам'яний будинок вибудували в добу готики. Він був нижчий за теперішній на один поверх. Наприкінці 15 ст. триповерховий будинок, що первісно мав назву У білого лева, надбудували невисоким четвертим поверхом, а стіни потинькували. Аби прикрасити будинок, запросили майстрів, що володіли технікою сграффіто. Було нанесено два шару контрастного тиньку, внутрішній — білий, наріжний був сірим. Дешевим засобом продряпування зробили низку малюнків з алегоричними та міфологічними фігурами, технікою, широко відомою в Італії доби відродження, перенесеної до Праги.
В агресивну добу бароко Дім у Мінути вже не сприймався ошатним. Всі малюнки на фасадах затинькували і пофарбували. Таким він простояв до кінця XIX ст.
Реконструкція старовинних будинків розпочалася на зламі XIX–XX ст. Тоді на фасаді Дому у Мінути був знайдений фрагмент сграффіто. В Празі вже діяла комісія по збереженню старовинних будівель. Комісія і не дала дозволу на перебудову старовинного будинку. Його відновили, а фасади розкрили на кінець XVI ст. та зберегли старовинні малюнки.
В техніці сграффіто в Празі збережено декілька споруд, серед котрих — * Велика зала для гри у м'яч (фасади), Королівський сад
- Ратуша у Градчанах
- Шварценберзький палац
- декілька споруд мають лише орнаментальні стрічки у техніці сграффіто.

## Стінописи в добу бароко

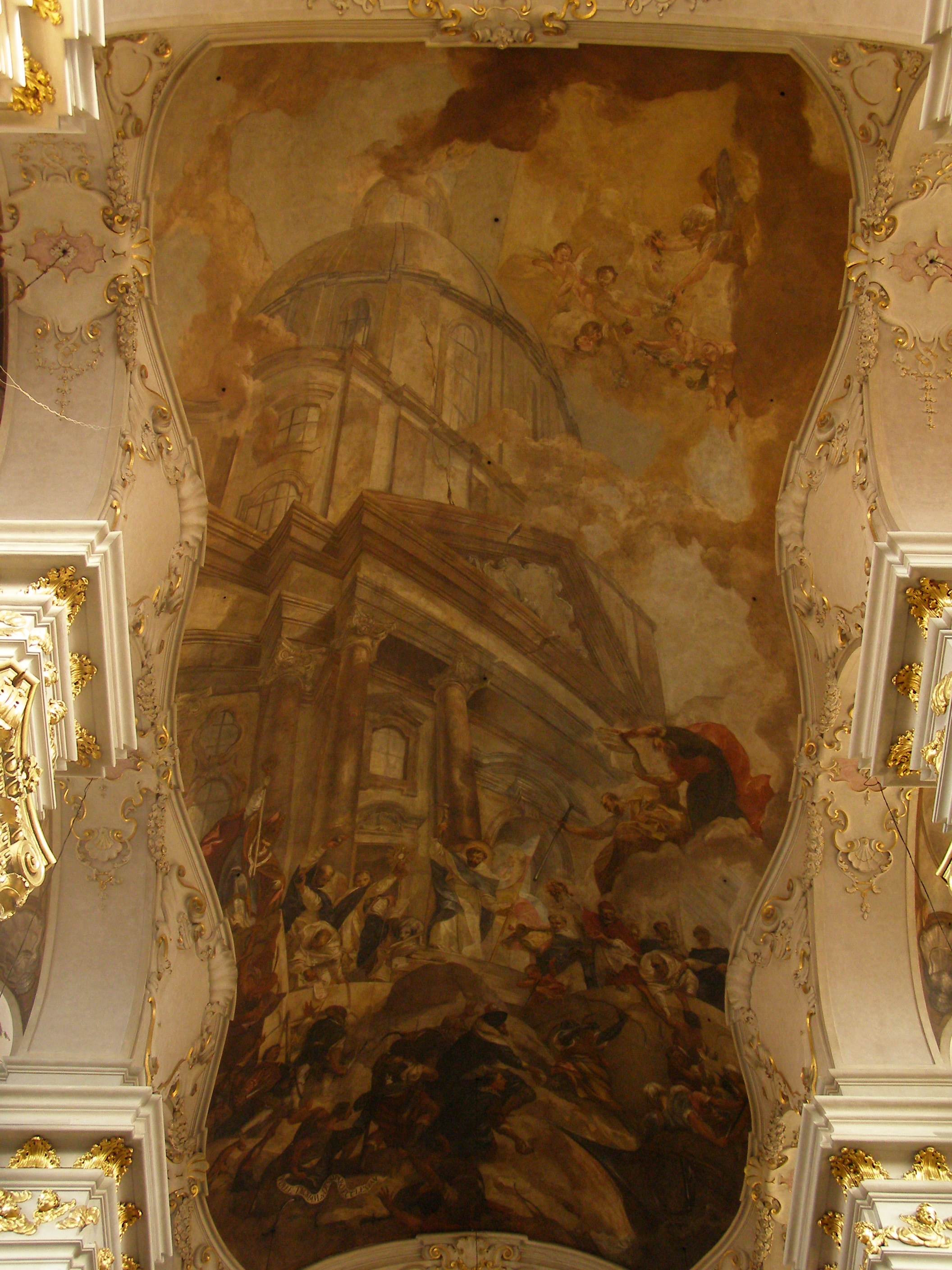
Прага, костел доміканців, фреска на стелі

(Цей розділ ще не написаний)

## Графічний цикл, присвячений місту Прага (Шимон Тавік Франтішек)

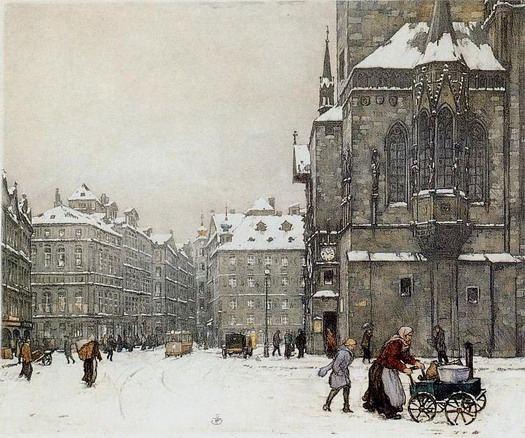
Площа перед храмом взимку, Старомеське наместі, Прага
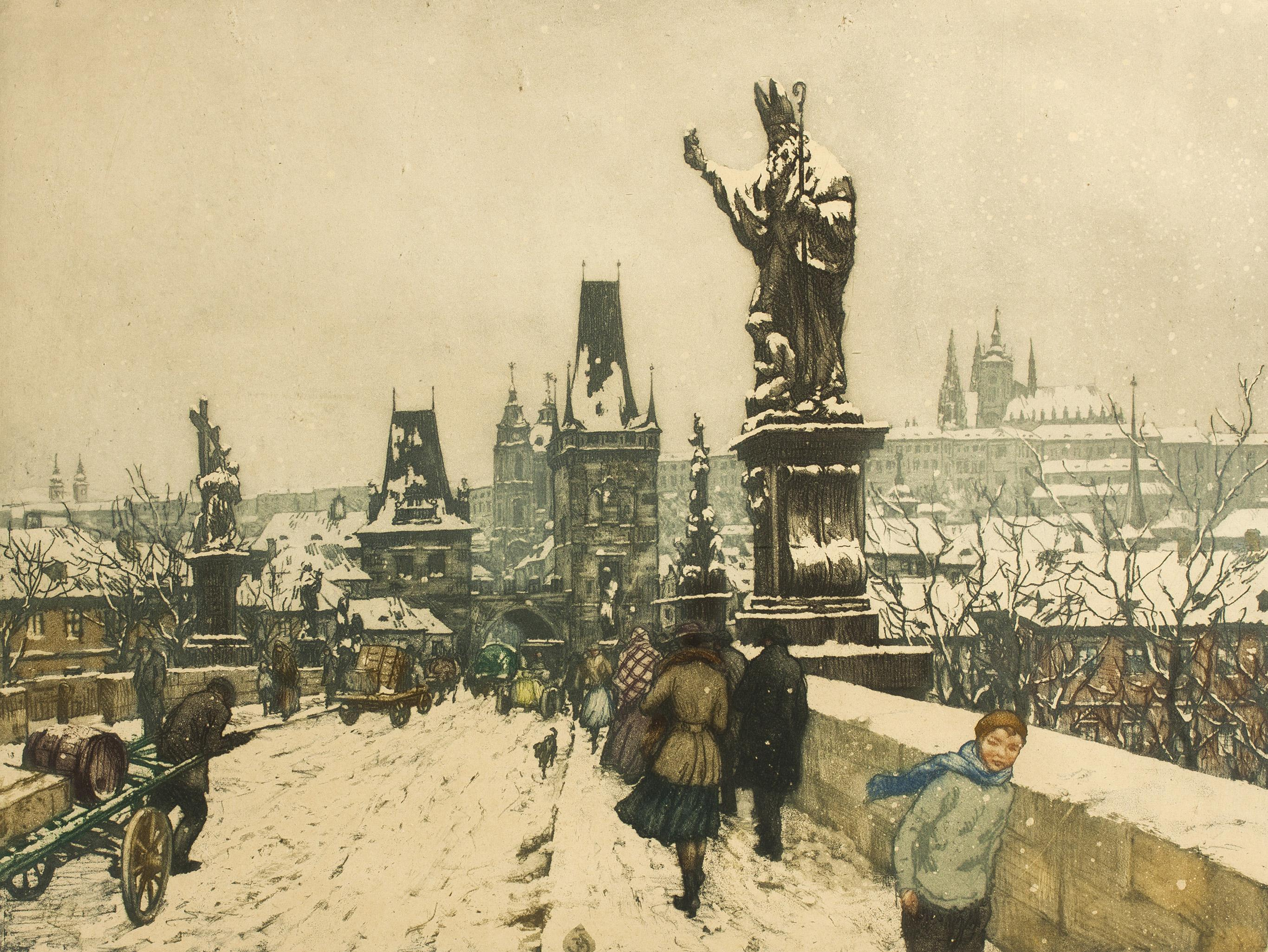
Карлів міст взимку, Прага
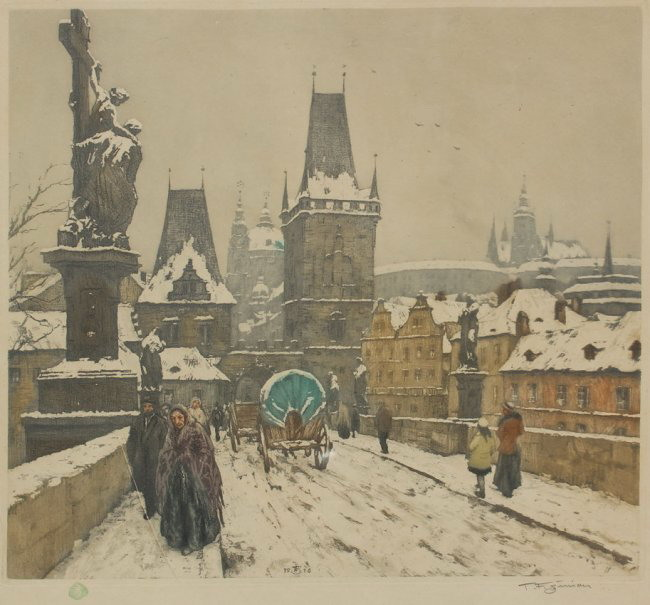
Мешканці Праги на Карловому мосту взимку, офорт, акватінта
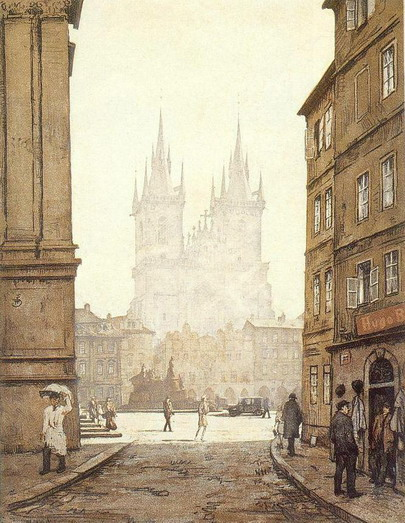
Прага. Тинський храм в ранковому тумані, офорт, акватінта

## Прага на екслібрисах

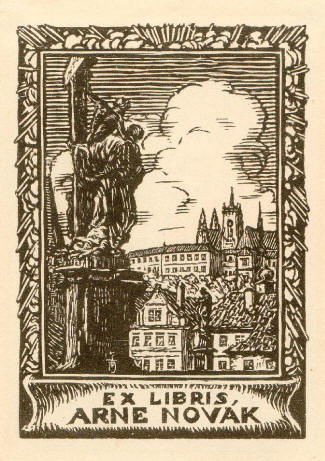
Шимон Тавік Франтішек. «Екслібрис Арне Новака», дереворит 1916 р.
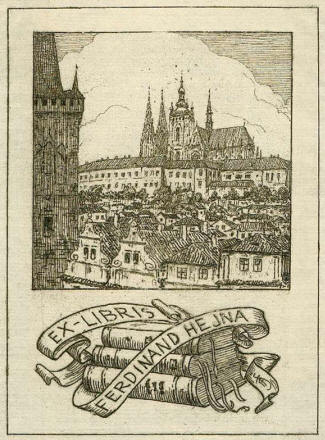
Шимон Тавік Франтішек. «Екслібрис Фердинанда Хейна», 1918 р.
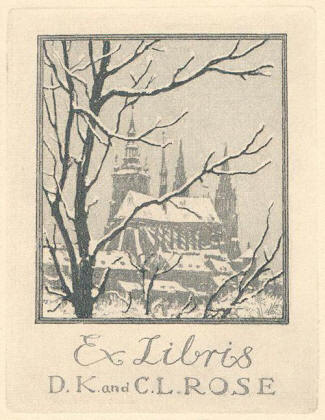
Шимон Тавік Франтішек. «Екслібрис Д.Л та С.Л. Роуз», акватінта 1924 р.
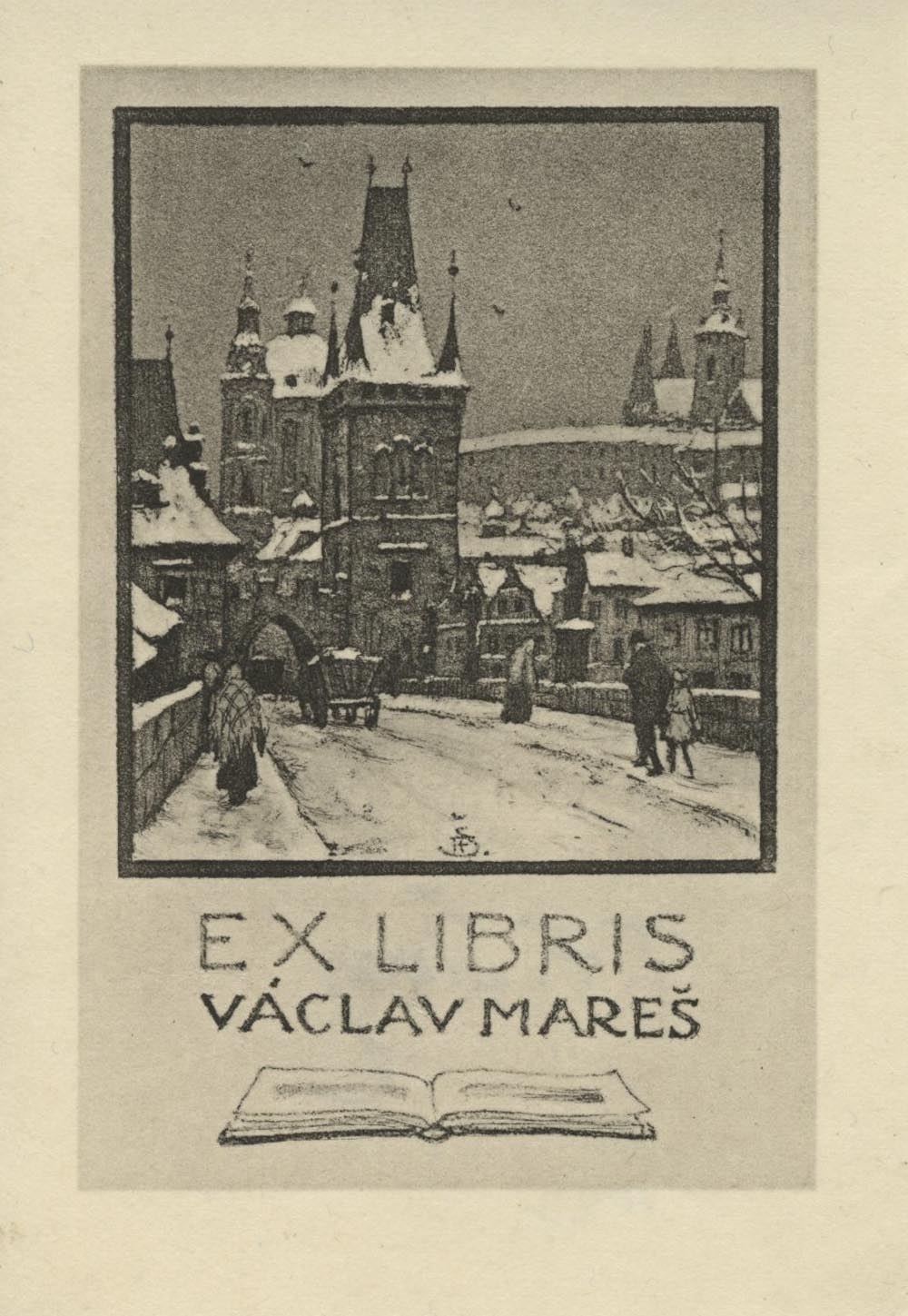
Шимон Тавік Франтішек. «Екслібрис Вацлава Мареша», акватінта 1927 р.

## Прага на марках

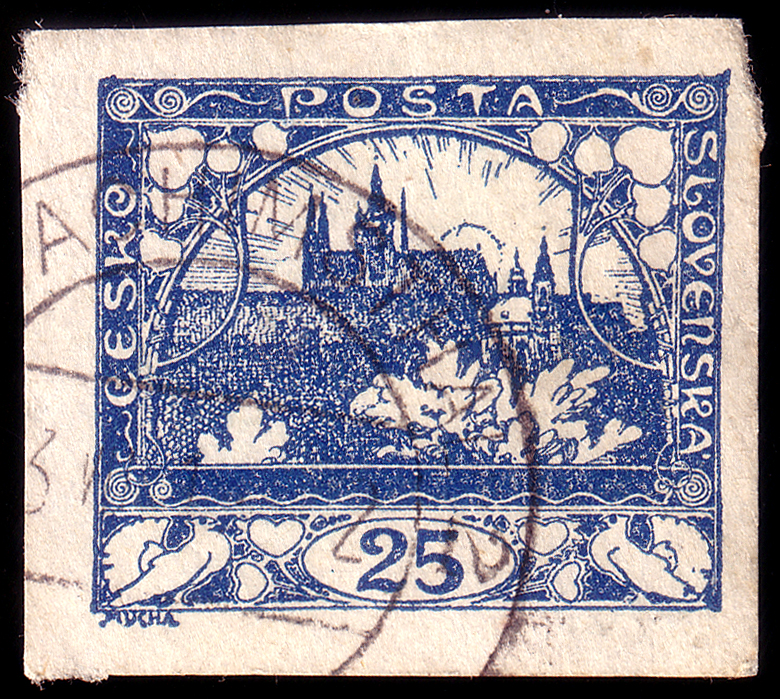
Альфонс Муха. «Градчани», 1918 р.

## Прага в живопису і графічних творах

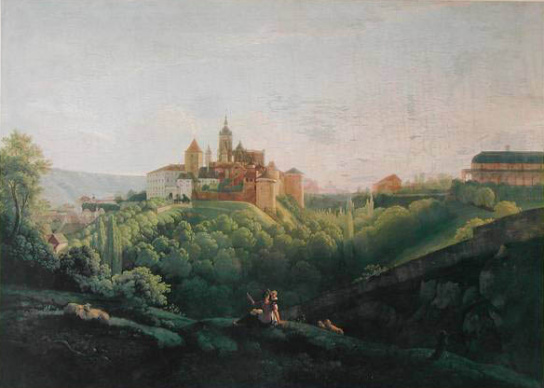
Худ. Антонін Манес, «Краєвид з Празьким Градом», початок XIX ст.
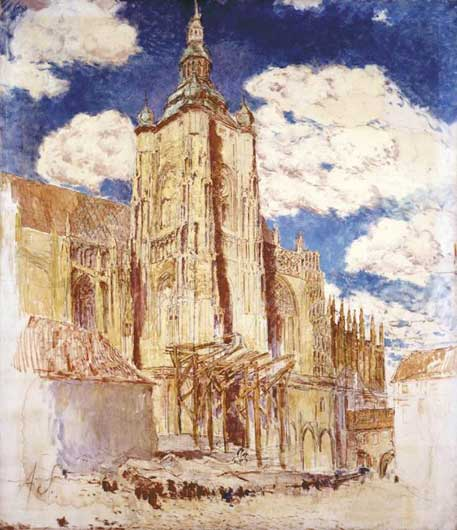
Худ. Антонін Славічек. «Собор Св. Віта, Південна вежа», 1909 р.
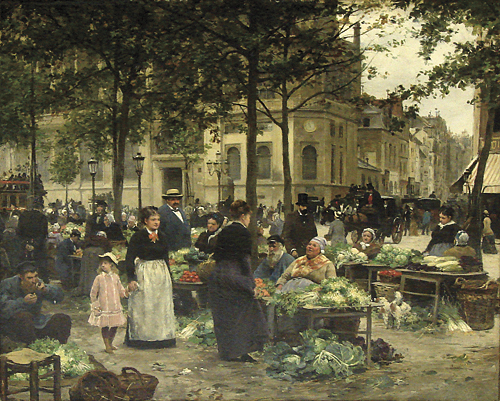
Худ. Людек Марольд. «Прага, овочевий ринок», середина XIX ст.
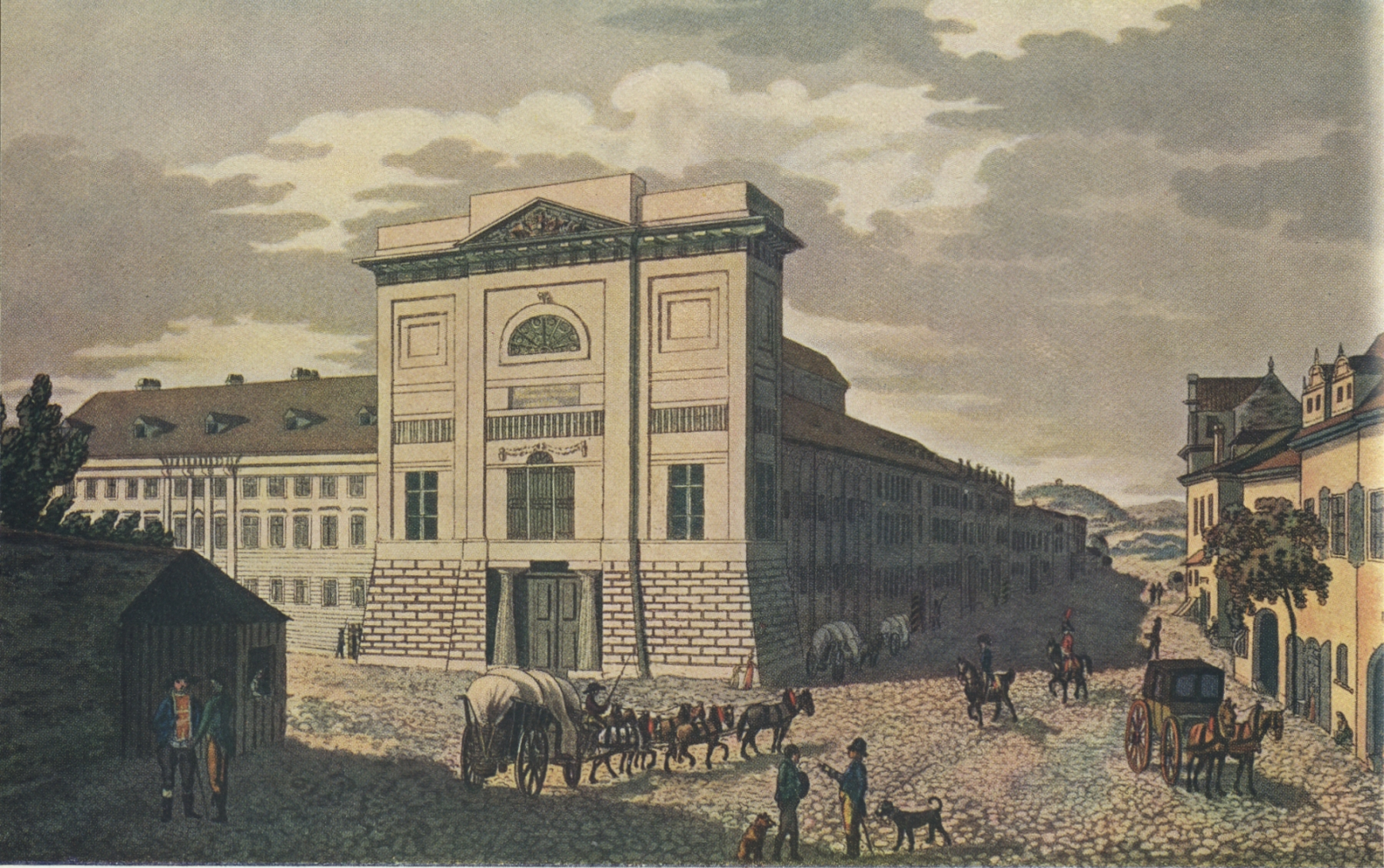
Людвиг Ернст Букой (Ludwig Ernst Buquoy). «Прага, Нова митниця», 1820 р.
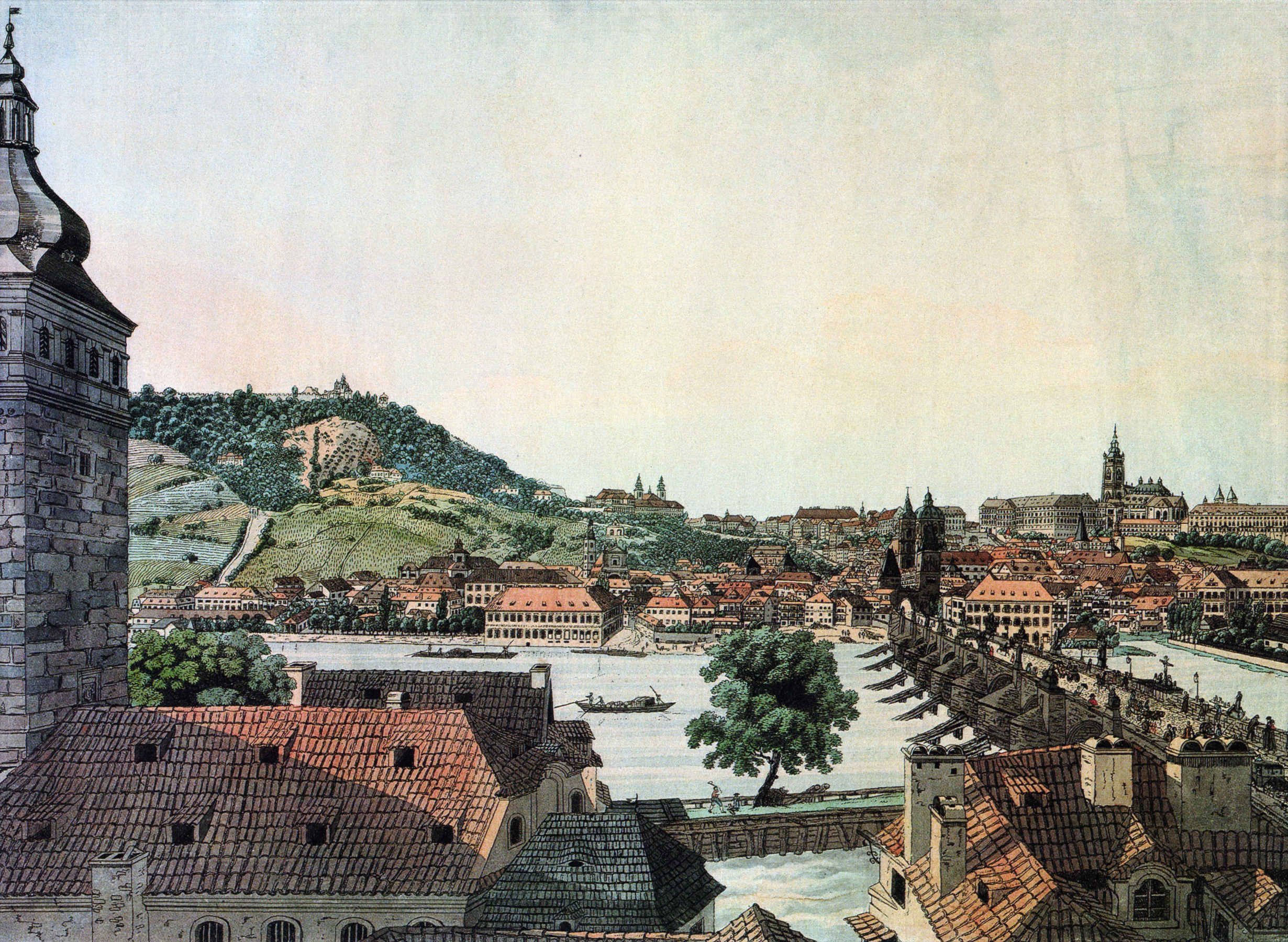
Людвиг Ернст Букой (Ludwig Ernst Buquoy). «Краєвид Праги з Карловим мостом і градчанами», малюнок з розфарбуванням 1820 р.
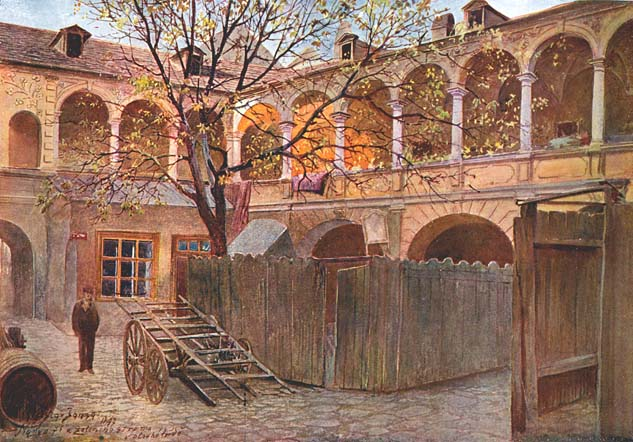
Вацлав Янса (1859-1913), Дворик дому «У Золотого дерева», Довга вулиця, Прага. акварель кінця XIX ст.
Ф. Сандман (F.X.Sandmann), «У Карлова Моста», акварель 1840 р
Прага. Ротонда св. Хреста, акварель 1899 р.
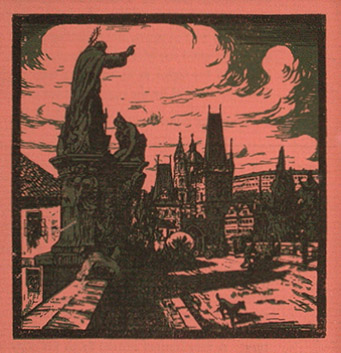
Шимон Тавік Франтішек. «Стара Прага», дереворит на чорвоному тлі, 1930 р.
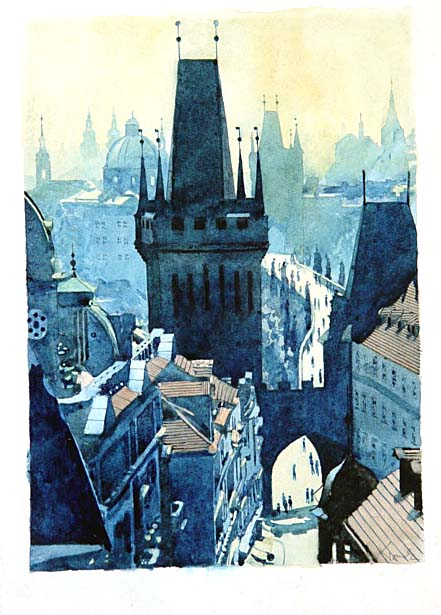
Едуард Томек (1912—2001), «Карлов міст», акварель 1984 р.